# Граф Девон

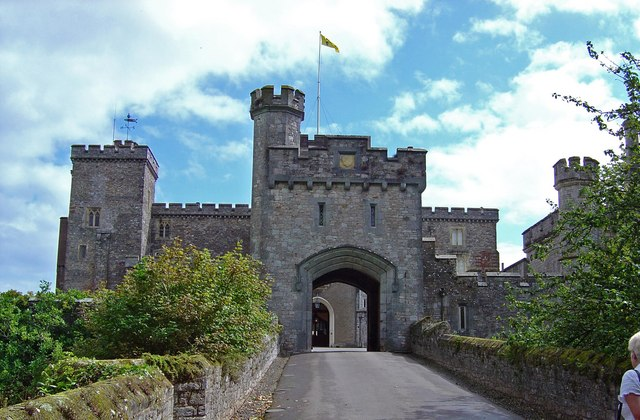
Графська резиденція — замок Поудерем

Граф Девон (англ. Earl of Devon) — старовинний англійський дворянський титул, що зберігся донині. Вперше був започаткований імператрицею Матильдою у 1141 році для Болдуїна де Ревьєра, крупного девонширського землевласника й одного з найвідданіших прибічників імператриці у період громадянської війни 1135—1154 років. Надалі титул графа Девону носили його нащадки з дому де Ревьєр (англізований варіант — де Редверс), а після припинення цього роду — представники англійської гілки французького дому де Куртене (англізований варіант — Кортні). У Середньовіччі графи Девон, у своїй більшості, не відігравали значної ролі у політичному житті Англії. За Тюдорів рід де Куртене, що був спорідненим із династією Йорків, перебував в опалі і його представники неодноразово позбавлялись титулів та володінь. Після 1556 року титул графа Девону на тривалий час припинив існування. У цей період виник титул графа, а згодом — герцога Девонширу, який було закріплено за представниками дому Кавендиш. Лише 1831 року глава роду де Куртене домігся повернення йому титулу графа Девону. Чинний носій титулу — Чарльз Перегрін Кортні (Куртене) (нар. 1975), є 19-м графом Девон п’ятої креації (1553). Головною резиденцією графів Девон нині є замок Повдерем, розташований на узбережжі Девону на південь від Ексетера.

## Список графів Девон

Герб дому де Ревьєр (де Редверс)

Герб дому де Куртене

Герб англійської лінії де Куртене

Герб дому Стаффорд

Герб Генрі де Куртене, маркіза Ексетера

### Графи Девон, перша креація (1141)
- Болдуїн де Ревьєр, 1-й граф Девон (бл. 1095—1155), лорд острова Вайт (з 1107);
- Річард де Ревьєр, 2-й граф Девон (пом. 1162), лорд острова Вайт, син попереднього;
- Болдуїн де Ревьєр, 3-й граф Девон (пом. 1188), лорд острова Вайт, син попереднього;
- Річард де Ревьєр, 4-й граф Девон (пом. бл. 1193), лорд острова Вайт, брат попереднього;
- Вільям де Вернон, 5-й граф Девон (пом. 1217), лорд острова Вайт, дядько попереднього;
- Болдуїн де Редверс, 6-й граф Девон (1217—1245), лорд острова Вайт, онук попереднього;
- Болдуїн де Редверс, 7-й граф Девон (1236—1262), лорд острова Вайт, син попереднього;
- Ізабелла де Редверс, 8-а графиня Девон (1237—1293), сестра попереднього;
- Г’ю де Куртене, 9-й граф Девон (1276—1340), граф Девон з 1335 року, внучатий племінник попередньої;
- Г’ю де Куртене, 10-й граф Девон (1303—1377), син попереднього;
- Едвард де Куртене, 11-й граф Девон (1357—1419), онук попереднього;
- Г’ю де Куртене, 12-й граф Девон (1389—1422), син попереднього;
- Томас де Куртене, 13-й граф Девон (1414—1458), син попереднього;
- Томас де Куртене, 14-й граф Девон (1432—1461), син попереднього, страчений, титул конфісковано 1461 року;
- Джон Куртене, 15-й граф Девон (1435—1471), граф Девон з 1470 року, брат попереднього, титул конфісковано 1471 року.

### Граф Девон, друга креація (1469)
- Гемфрі Стаффорд, 1-й граф Девон (1439—1469).

### Граф Девон, третя креація (1485)
- Едвард Куртене, 1-й граф Девон (пом. 1509), троюрідний брат Джона Куртене, 15-го графа Девон, титул скасовано після смерті.

### Графи Девон, четверта креація (1511)
- Вільям Куртене, 1-й граф Девон (1475—1511), син попереднього;
- Генрі Куртене, 2-й граф Девон (1498—1539), маркіз Ексетер (з 1525), син попереднього, страчений, титули конфісковані у 1538/1539 роках.

### Графи Девон, п’ята креація (1553)
- Едвард Куртене, 1-й граф Девон (1527—1556), син попереднього, після смерті титул припинив існувати;

Відповідно до рішення палати лордів парламенту Великої Британії 1831 року титул графа Девону було визнано за такими спадкоємцями Едварда Куртене, що не володіли ним за життя:
- Вільям Куртене, 2-й граф Девон (1529—1557), прапрапрапраправнук молодшого сина Г’ю де Куртене, 10-го графа Девон;
- Вільям Куртене, 3-й граф Девон (1553—1630), син попереднього;
- Френсіс Куртене, 4-й граф Девон (1576—1638), син попереднього;
- Вільям Куртене, 5-й граф Девон (1628—1702), 1-й баронет (з 1644), син попереднього;
- Вільям Куртене, 6-й граф Девон, 2-й баронет (1675—1735), онук попереднього;
- Вільям Куртене, 7-й граф Девон (1709/1710—1762), 1-й віконт Куртене (з 1762), син попереднього;
- Вільям Куртене, 8-й граф Девон, 2-й віконт Куртене (1742—1788), син попереднього;

Титул графа Девону відновлено:
- Вільям Куртене, 9-й граф Девон, 3-й віконт Куртене (1768—1835), син попереднього, титул графа Девону визнано 1831 року;
- Вільям Кортні, 10-й граф Девон (1777—1859), троюрідний брат попереднього;
- Вільям Кортні, 11-й граф Девон (1807—1888), син попереднього;
- Едвард Кортні, 12-й граф Девон (1836—1891), син попереднього;
- Генрі Кортні, 13-й граф Девон (1811—1904), дядько попереднього;
- Чарльз Кортні, 14-й граф Девон (1870—1927), онук попереднього;
- Генрі Кортні, 15-й граф Девон (1872—1935), брат попереднього;
- Фредерік Кортні, 16-й граф Девон (1875—1935), брат попереднього;
- Чарльз Кортні, 17-й граф Девон (1916—1998), син попереднього;
- Г’ю Кортні, 18-й граф Девон ( 1942-2015), син попереднього;
- Чарльз Кортні, лорд Куртене (нар. 1975), син попереднього.